# Particle Data Group
Die Particle Data Group (PDG) ist eine internationale Kollaboration von Teilchenphysikern. Sie analysiert und publiziert Forschungsresultate und Eigenschaften von Elementarteilchen, den Grundkräften der Physik, so wie weitere fachrelevante Daten und Fakten. Die Gruppe veröffentlicht auch Reviews von theoretischen Resultaten, die für die Phänomenologie und verwandte Felder wie die Kosmologie interessant sind.

## Ausgaben
Die PDG veröffentlicht den Review of Particle Physics (siehe unten) und seine Taschenausgabe, das Mobile Particle Physics Booklet, die jährlich aktualisiert und alle zwei Jahre in Buchform herausgegeben werden. Die Hauptausgabe der Daten erfolgt heutzutage über das Internet. Die Plattform dafür nennt sich pdgLive und wird durch das Lawrence Berkeley National Laboratory (LBNL bzw. LBL) bereitgestellt.

## Review of Particle Physics
Der Review of Particle Physics ist ein umfangreiches, über 2000 Seiten starkes Referenzwerk (gedruckt über 1100 Seiten), das sämtliche Teilcheneigenschaften zusammenfasst und einen Überblick über den aktuellen Stand der Forschung der Elementarteilchenphysik, Allgemeinen Relativitätstheorie und Big Bang Kosmologie gibt. Es ist eines der am häufigsten zitierten Dokument in der Hochenergiephysik.

### Bereiche
- VOLUME 1 – SUMMARY TABLES AND REVIEWS
- VOLUME 2 – PARTICLE LISTINGS (nur Online)

### Inhalte
- Summary Tables – Kurze Übersicht über die Eigenschaften von Eich- und Higgsbosonen, Leptonen, Quarks, Mesonen, Baryonen, Einschränkungen für die Suche nach hypothetischen Teilchen und der Verletzung von physikalischen Gesetzen.
- Reviews, Tables, and Plots – Review von mathematischen und statistischen Grundlagen, Tafel der Clebsch-Gordan-Koeffizienten, dem Periodensystem der Elemente, einer Übersicht der Elektronenkonfiguration der Elemente, Kurze Tafel mit Materialeigenschaften, Review des momentanen Stands auf dem Gebiet des Standardmodells, der Kosmologie, den experimentellen Methoden der Teilchenphysik, und mit Tabellen der fundamentalen physikalischen und astronomischen Konstanten.
- Particle Listings – Umfassende Version der Particle Physics Summary Tables, in der alle signifikanten Messungen vollständig referenziert sind.

### Aktuelle Ausgabe
| Jahr | Titel |
| ---- | --- |
| 2024 | S. Navas et al. (Particle Data Group): Review of Particle Physics. In: Phys. Rev. D 110, 030001 (2024), doi:10.1103/PhysRevD.110.030001 |

Die jeweils aktuellste Ausgabe ist im Internet verfügbar.

### Frühere Ausgaben
| Jahr      | Titel |
| --------- | --- |
| 1957–1963 | M. Gell-Mann, A. H. Rosenfeld: Hyperons and Heavy Mesons (Systematics and Decay). In: Ann. Rev. Nucl. Sci. 7, 1957, 407, doi:10.1146/annurev.ns.07.120157.002203, vgl. auch der Artikel zum Jubiläum                                    |
|           | Data for Elementary Particle Physics. University of California Radiation Laboratory Technical Report UCRL-8030 (unpublished). |
|           | M. Roos: Data on Elementary Particles and Resonant States, November 1963; Tables of Elementary Particles and Resonant States. In: Nucl. Phys., 52, 1964, 1, doi:10.1016/0029-5582(64)90671-6 abstract Rev. Mod. Phys. 35, 1963, 314 (). |
| 1964      | A. H. Rosenfeld et al.: Data on Particles and Resonant States. In: Rev. Mod. Phys., 36, 1964, 977 |
| 1965      | A. H. Rosenfeld et al.: Data on Particles and Resonant States. In: Rev. Mod. Phys., 37, 1965, 633 |
| 1967      | A. H. Rosenfeld et al.: Data on Particles and Resonant States. In: Rev. Mod. Phys., 39, 1967, 1 |
| 1968      | A. H. Rosenfeld et al.: Data on Particles and Resonant States. In: Rev. Mod. Phys., 40, 1968, 77 |
| 1969      | N. Barash-Schmidt et al.: Data on Particles and Resonant States. In: Rev. Mod. Phys., 41, 1969, 109 |
| 1970      | A. Barbaro-Galtieri et al.: Review of Particle Properties. In: Rev. Mod. Phys., 42, 1970, 87 |
| 1971      | A. Rittenberg et al.: Review of Particle Properties. In: Rev. Mod. Phys., 43, 1970, S1 |
| 1972      | A. Barbaro-Galtieri et al.: Review of Particle Physics. In: Phys. Lett., B 39, 1972, 1, doi:10.1016/0370-2693(72)90840-4 |
| 1973      | T. A. Lasinski et al.: Review of Particle Properties. In: Rev. Mod. Phys., 45, 1973, S1 |
| 1974      | A. Barbaro-Galtieri et al.: Review of Particle Physics. In: Phys. Lett., B 50, 1974, 1, doi:10.1016/0370-2693(74)90738-2 |
| 1975      | A. Barbaro-Galtieri et al.: Review of Particle Properties: Supplement to 1974 edition. In: Rev. Mod. Phys., 47, 1975, 535 |
| 1976      | T. G. Trippe et al.: Review of Particle Properties. In: Rev. Mod. Phys., 48, 1976, S1 |
| 1977      | C. Bricman et al.: New Particle Searches and Discoveries: A Supplement to the 1976 Edition of “Review of Particle Properties”. In: Phys. Lett., B 68, 1978, 1, doi:10.1016/0370-2693(77)90026-0                                         |
| 1978      | C. Bricman et al.: Review of Particle Physics. In: Phys. Lett., B 75, 1978, 1, doi:10.1016/0370-2693(78)90922-X |
| 1980      | R. L. Kelly et al.: Review of Particle Properties. In: Rev. Mod. Phys., 52, 1980, S1 |
| 1982      | M. Roos et al.: Review of Particle Physics. In: Phys. Lett., B 111, 1982, 1, doi:10.1016/0370-2693(82)91286-2 |
| 1984      | C. G. Wohl et al.: Review of Particle Properties. In: Rev. Mod. Phys., 56, 1986, S1 |
| 1986      | M. Aguilar-Benítez et al.: Review of Particle Physics. In: Phys. Lett., B 170, 1986, 1 |
| 1988      | G. P. Yost et al.: Review of Particle Physics. In: Phys. Lett., B 204, 1988, 1, doi:10.1016/0370-2693(88)90505-9 |
| 1990      | J. J. Hernández et al.: Review of Particle Physics. In: Phys. Lett., B 239, 1990, 1 |
| 1992      | K. Hikasa et al.: Review of Particle Properties. In: Phys. Rev., D 45, 1992, S1 |
| 1994      | L. Montanet et al.: Review of Particle Properties. In: Phys. Rev., D 50, 1994, 1173 |
| 1996      | R. M. Barnett et al.: Review of Particle Physics. In: Phys. Rev., D 54, 1996, 1 |
| 1998      | C. Caso et al.: Review of Particle Physics. In: Eur. Phys. J., C 3, 1998, 1 |
| 2000      | D. E. Groom et al.: Review of Particle Physics. In: Eur. Phys. J., C 15, 2000, 1 |
| 2002      | K. Hagiwara et al.: Review of Particle Physics. In: Phys. Rev., D 66, 2002, 010001 |
| 2004      | S. Eidelman et al.: Review of Particle Physics. In: Phys. Lett., B 591, 2004, 1, doi:10.1016/j.physletb.2004.06.001 |
| 2006      | W.-M. Yao et al.: Review of Particle Physics. In: J. Phys., G 33, 2006, 1 |
| 2008      | C. Amsler et al.: Review of Particle Physics. In: Phys. Lett., B667, 2008, 1 |
| 2010      | K. Nakamura et al.: Review of Particle Physics. In: J. Phys., G 37, 2010, 075021 |
| 2012      | J. Beringer et al.: Review of Particle Physics. In: Phys. Rev, D 86, 2012, 010001, doi:10.1103/PhysRevD.86.010001 |
| 2014      | K.A. Olive et al.: Review of Particle Physics. In: Chin. Phys., C 38, 2014, 090001, doi:10.1088/1674-1137/38/9/090001 |
| 2016      | C. Patrignani et al.: Review of Particle Physics. In: Chin. Phys., C 40, 2016, 100001, doi:10.1088/1674-1137/40/10/100001 |
| 2018      | M. Tanabashi et al. (Particle Data Group): Review of Particle Physics, Phys. Rev. D 98, 030001 (2018), doi:10.1103/PhysRevD.98.030001                                                                                                   |
| 2020      | P.A. Zyla et al. (Particle Data Group): Review of Particle Physics, Prog. Theor. Exp. Phys. 2020, 083C01 (2020), doi:10.1093/ptep/ptaa104                                                                                               |
| 2022      | R.L. Workman et al. (Particle Data Group): Review of Particle Physics. In: Prog. Theor. Exp. Phys. 2022, 083C01 (2022), doi:10.1093/ptep/ptac097                                                                                        |

### Weitere Ausgabeformate
Eine gekürzte Version des Reviews, mit den Summary Tables, einem stark gekürzten Abschnitt Reviews, Tables and Plots, und ohne den Abschnitt Particle Listings ist als ein 300 Seiten starkes Particle Data Booklet im Taschenbuchformat verfügbar.
Die PDG veröffentlicht auch das Pocket Diary for Physicists, einen Kalender mit den Daten von wichtigen internationalen Konferenzen und Kontaktinformationen von großen Hochenergiephysikinstitutionen. Die PDG verwaltet darüber hinaus in Zusammenarbeit mit den Autoren von Event-Generatoren (Programmen, die mittels Monte-Carlo-Berechnungen Teilchenkollisionen simulieren) das standardisierte Nummernschema für Teilchen in solchen Simulationen.

## Geschichte
Die Geschichte des Review of Particle Physics kann auf den 1957 erschienenen Artikel Hyperons and Heavy Mesons (Systematics and Decay) von Murray Gell-Mann und Arthur H. Rosenfeld und die Aktualisierung Data for Elementary Particle Physics (University of California Radiation Laboratory Report UCRL-8030) zurückverfolgt werden. 1963 veröffentlichte Matts Ross unabhängig davon eine Zusammenstellung Data on Elementary Particles and Resonant States. Auf seinen Vorschlag hin wurden die beiden Veröffentlichungen ein Jahr später im Data on Elementary Particles and Resonant States von 1964 zusammengeführt.
Der Name der Veröffentlichung wurde danach noch dreimal gewechselt: 1965 in Data on Particles and Resonant States, 1970 in Review of Particle Properties, und 1996 in die aktuelle Form des Review of Particle Physics.
Im Jahr 2006 feierte der Report sein 50-jähriges Bestehen.